# Beyazit I
Beyazit I, född runt 1361, död 8 mars 1403, var sultan över det Osmanska riket från 1389 till 1403.
Beyazit I efterträdde 1389 sin far, Murat I, och lät efter tronbestigningen avrätta sin bror Yakup. Han fullbordade Serbiens erövring 1390, tog del i tronstriderna i Bysantinska riket och utvidgade väsentligt det osmanska väldet i Anatolien men misslyckades i sina försök att erövra Konstantinopel.
Sultan Beyazit I var en av medeltidens största befälhavare. Hans mål var att både etablera ett enhetligt Anatolien och att erövra Konstantinopel för att befästa sin ställning i Rumelien. Han ökade det 500 000 kvadratkilometer stora land som han hade ärvt från sin far till 942 000 kvadratkilometer under en period av 13 år.

## Biografi
Sultan Beyazit var son till Sultan Murad I. Han föddes år 1360 när hans far besteg tronen. Beyazit (Ebu Yezîd) betyder "Yezids far", som är en smeknamn för Muawiya I. År 1387 deltog han med sin far i en militär operation i Karaman och hans snabbhet bidrog till att seger vanns. Han fick titeln "Blixten" (Yıldırım) för sina bedrifter.
Efter att hans far mördades av den serbiske riddaren Miloš Obilić efter slaget vid Kosovo 1389, kröntes han till sultan på slagfältet av de högre statliga ämbetsmännen. Istället för att bli förblindad av segern stannade han i Rumelien i ett år för att skörda frukterna av segern. Istället för att förstöra Serbien använde han sin politiska skicklighet och förhandlade med kungens söner som dog på slaget vid Kosovo. På så sätt erövrade han också serbernas hjärtan. Efter detta blev Serbien lojalt mot Osmanska riket. I slaget vid Ankara, när turkiska soldater bytte sida eller flydde, lämnade till exempel inte Serbiens allierade frontlinjen förrän i sista stund.
Osmanska rikets framgångar i Europa orsakade oro. Ungerns kung Sigismund vände sig till påven för hjälp. En korsfarararmé på 130 000 man sattes samman av ungerska, franska, engelska, polska, tyska, spanska, venetianska, rhodesiska och valakiska soldater. 60 000 av dessa var ungerska soldater. Förutom att driva ut osmanerna från Rumelien, var Tyska orden, Norge, Skottland och små italienska stater också angelägna om att ta Jerusalem från Memlukerna.
Korsfararna belägrade staden Nigbolu vid floden Donau i dagens Bulgarien, genom att plundra och massakrera ortodoxa kristna. De trodde att sultanen hade flytt till Egypten. Efter att ha fått tag på korrespondensen mellan den ungerska kungen och den bysantinska kejsaren hade sultanen fullständig information om korsfararnas styrkor. Han förberedde en disciplinerad armé på 70 000 man och anlände snabbt till Nikopolis. Han red på sin häst i ungersk klädsel fram till fästningen och gav moraliskt stöd till befälhavaren Dogan Bey genom att prata med honom.

## Slaget vid Nikopolis
Beyazit besegrade 1396 konung Sigismund av Ungern och dennes allierade Karl VI av Frankrike, Tyska orden och Johanniterorden i slaget vid Nikopolis vilket resulterade i Serbiens vassalisering.
Den osmanska armén bildade en halvmåne runt korsfararna och besegrade dem den 25 september 1396. Korsfararnas flotta på Donau sänktes. 20 000 personer överlevde, medan 10 000 blev tagna som fångar. Den ungerska kungen Sigismund och den framtida kungen av England, Henrik IV, flydde för sina liv. De som hoppade i Donau drunknade på grund av sin tunga rustning. 70 stora fartyg som skickats av venetianarna beslagtogs. Det var så mycket krigsbyte som togs från fienden i Nikopolis att sultanen fick 1/5 av det och använde pengarna för att bygga välgörenhetsverk i Anatolien och Rumelien. Nederlaget slog ner som en bomb i Europa. En hög lösensumma betalades för fångarna. Sultanen gav en fest för fångarna som hade svurit att aldrig mer vända sina svärd mot honom. Den mest berömda av de 27 franska adelsmännen bland fångarna var Jean Sans Peur (Modige Jean), farbrorson till Frankrikes kung. Sultanen, som hade stor tilltro till sig själv, sa till dem: "Jag återger er eden. Gå och samlar era arméer igen och kom tillbaka för att ge mig en chans att vinna äran av seger igen!"
Segern mottogs med spänning i den muslimska världen. Abbasid-kalifen i Kairo adresserade Yıldırım Sultan Beyazit som "Sultan-ı İklim-i Rum" (sultan av Anatolien och Rumelien i sitt gratulationsbrev. Sultanens beslut att inte invadera det försvarslösa Ungern visar att han följde en välplanerad politik och först ville stärka sin position runt Donau.
Därefter gjorde Beyazit infall i Steiermark, Srem och Bosnien, lade under sig Makedonien och Thessalien och trängde ända ned på Peloponnesos. Han vände sig slutligen mot Timur Lenk men besegrades i slaget vid Ankara år 1402 och togs till fånga och avled i fångenskapen. Efter detta gick imperiet in i en period av interregnum och inbördeskrig som skulle vara fram till 1413.